# Ehrgott Bernhard Bendl

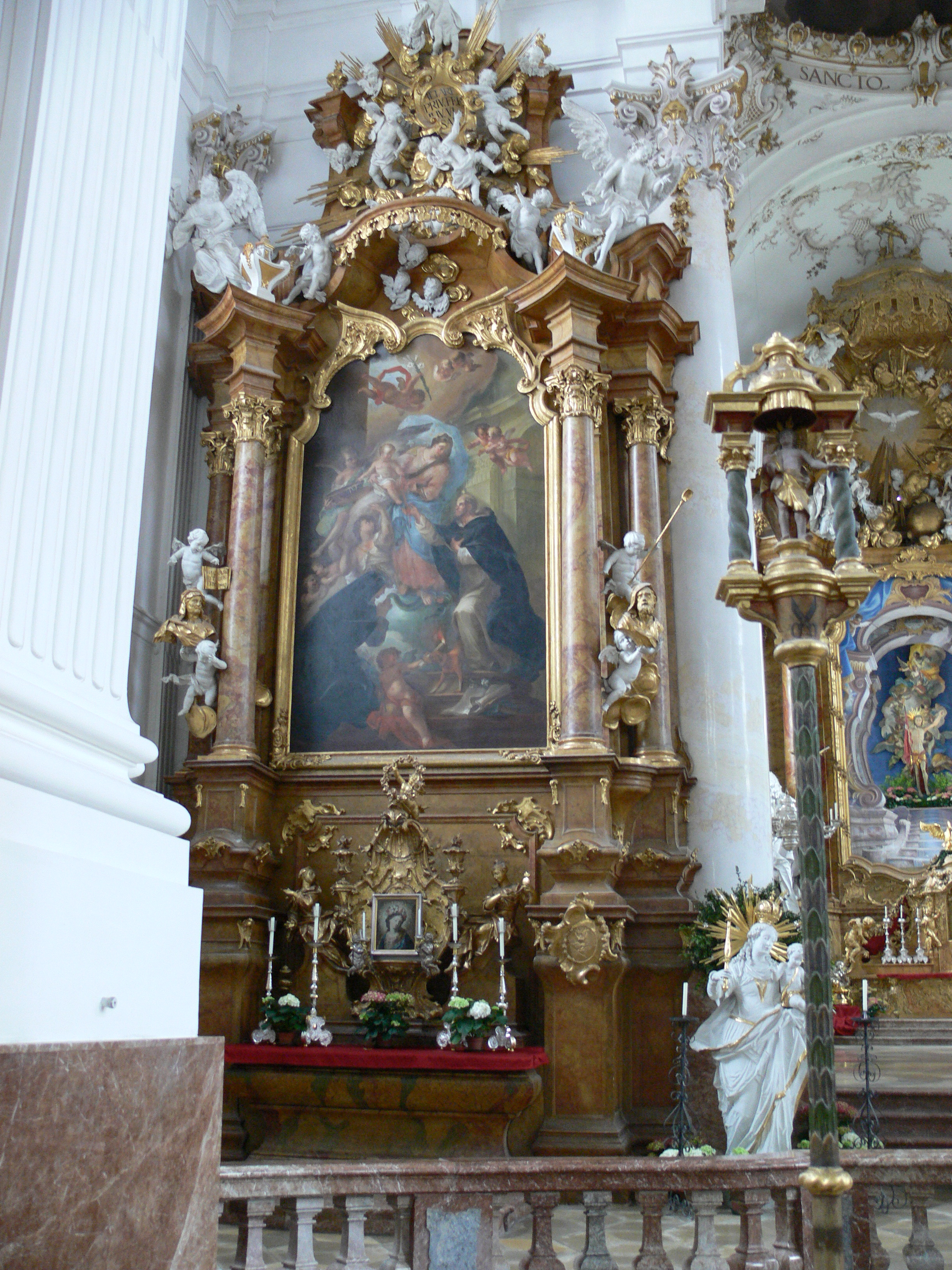
Der Rosenkranzaltar im Marienmünster Dießen

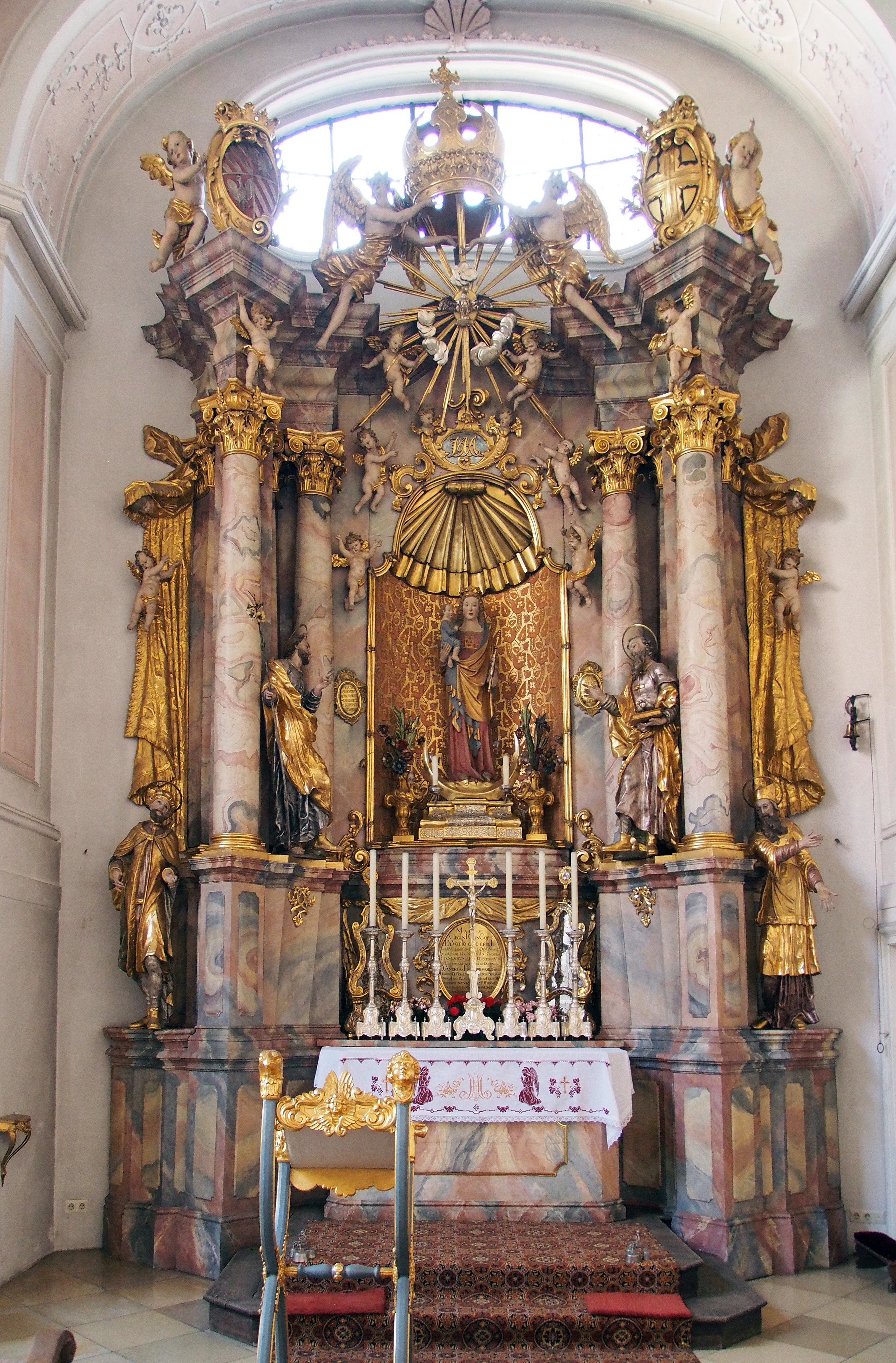
Säulenaltar der Marienkapelle im Augsburger Dom (etwa 1720–1721)

Ehrgott Bernhard Bendl, Vorname auch Ehregott, Nachname auch Bendel, Pendel und Pendl (* um 1660 bei Pfarrkirchen; † 31. Januar 1738 in Augsburg) war ein deutscher Bildhauer und Stuckateur.

## Leben
Ehrgott Bernhard und Franz Ignaz waren Söhne  des Bildhauers Johann Christoph Bendl und Enkel des Bildhauers Jakob Bendl. Seine Ausbildung erhielt er vermutlich bis 1678 in der Werkstatt seines Vaters. Anschließend hielt er sich sechs Jahre auf der Wanderschaft in Prag und Wien, vielleicht auch Rom und Paris auf. In Prag arbeitete damals der Bildhauer Johann Georg Bendl und in Wien der Bildhauer Ignaz Innocent Bendl. Es wird vermutet, dass er mit beiden verwandt war und sich in deren Ateliers fortbildete.
Von 1684 bis 1687 war er in der Werkstatt Johann Jakob Rills in Augsburg beschäftigt. 1687 erwarb er das Meister- und wohl im selben Jahr das Bürgerrecht. Fortan war Bendl einer der führenden Augsburger Bildhauer. 1701/02 und 1706/07 war er Vorsteher und 1715 Kornpropst der Bildhauerzunft.

## Wirken
Bendl war in Süddeutschland und in der Schweiz tätig. Er arbeitete mit Holz, Stein, Erz und Elfenbein und war ein gefragter Gold- und Silbermodelleur. In der Wallfahrtskirche Gartlberg betätigte er sich zudem 1713 im Langhaus als Stuckateur. Sein größter Auftrag als Bildhauer waren sechs Pfeilerfiguren für die Klosterkirche von St. Georg in Augsburg. Die sechs Figuren, darstellend Gottvater, die vier Evangelisten sowie Paulus, befinden sich im Germanischen Nationalmuseum in Nürnberg.
In der Marienkapelle des Augsburger Domes schuf er den Figurenschmuck des Säulenltares. Der Skulpturenschmuck zeigt die Heilige Sippe: Joseph mit dem blühenden Stab, Joachim mit zwei Opfertauben, Zacharias und König David; außen Elisabet und Anna.
In der Basilika St. Ulrich und Afra stammen von ihm die Holzarbeiten des 1712 entstandenen Gitters an der Vorhalle sowie aus demselben Jahr die Beichtstühle. In St. Moritz hinterließ er um 1720 die Apostelfiguren in den Seitenschiffen. Die Klosterkirche des Klosters der Franziskanerinnen von Maria Stern stattete er 1730 mit seinen Bildwerken aus.
An der Wallfahrtskirche von Biberbach beteiligte er sich 1712 bis 1714 mit den Schnitzwerken an den Seitenaltären. In der ehemaligen Benediktinerinnen-Klosterkirche von Kloster Holzen steuerte er am Hochaltar 1730/31 die Seitenfiguren Zacharias, Elisabeth, Joachim und Anna bei. In der Wallfahrtskirche Maria Hilf in Klosterlechfeld werden ihm die Kanzel sowie die Seitenfiguren des Altars der Gnadenkapelle Josef und Johannes der Täufer zugeschrieben (um 1720). Im Marienmünster von Dießen am Ammersee schuf er den Kreuz- und Rosenkranzaltar.
Daneben sind von Bendl weitere Figuren erhalten, darunter ein Holzrelief mit den heiligen drei Königen im Bayerischen Nationalmuseum. 1714 bis 1715 schnitzte er das Modell einer Silberplastik des hl. Sebastian, die anschließend der Augsburger Goldschmied Johann Heinrich Mannlich ausführte. Modell und Silberstatue befinden sich in der Pfarrkirche St. Peter in Neuburg an der Donau.